# Sciades troschelii
Sciades troschelii és una espècie de peix de la família dels àrids i de l'ordre dels siluriformes.

## Morfologia
- Els mascles poden assolir 52 cm de longitud total.[5][6]

## Hàbitat
És un peix marí i de clima tropical.

## Distribució geogràfica
Es troba al Pacífic oriental: des de Mèxic fins al Perú.

## Ús comercial
Es comercialitza fresc.